# 日本経済新聞西部支社
日本経済新聞西部支社（にほんけいざいしんぶん・せいぶししゃ）は、九州地方（沖縄県含む）、および山口県において日本経済新聞の発行業務を行う日本経済新聞社の支社である。在福の全国紙発行部署では唯一「支社」となっている。

## 概要
1964年、今の福岡市博多区住吉に支社開設、九州での現地印刷を開始した。その後、新幹線延伸などを契機として博多駅東の現在地に支社を移し、更に平成期になると印刷工場も福岡市東区に移している。
住吉社屋跡にはTXN九州（現・TVQ九州放送）の社屋（日経西部電波会館）が建てられ、1991年開局。これによりキー局のテレビ東京にとっては悲願であった全国主要地域（五大都市圏）を結ぶ都市間テレビネットワークが完成した。以後は西日本新聞社の資本が入っているものの、新聞と放送メディアを連動させた取り組みにも力を入れている。

## ネットワーク
支社
〒812-8666　福岡市博多区博多駅東二丁目16番1号
※西部支社の2階には、テレビ大阪の九州支社とテレビ北海道の福岡支局がある。
管内支局
北九州（日経北九州電波会館、TVQ北九州本社と同居）、佐賀、長崎、熊本、大分、宮崎、鹿児島、那覇、山口
印刷工場
- 日経西日本製作センター西部工場　福岡市東区
2011年に「日経西部製作センター」が「日経大阪製作センター」に統合された。
- 南日本新聞社（鹿児島市、委託）
- 琉球新報社（那覇市、委託）
2008年に全国紙として戦後初の沖縄県での現地印刷を開始した。これに伴い沖縄を含む九州と山口管内9県をカバーする地方版（九州経済面）で、沖縄県に特化した内容の「沖縄・九州版」が掲載されている

## セット・統合版の別
- セット版（朝夕刊あり）　福岡県・佐賀県・山口県（一部の山間部・離島除く）
- 統合版（朝刊のみ）　長崎県・熊本県・大分県・宮崎県・鹿児島県・沖縄県[注 3]の全域、およびセット版発行地域のうち山間部・離島の一部地域

## テレビ・ラジオ面

### 第1テレビ面
九北（福岡・佐賀）
- テレビ局
  - フルサイズ：NHK総合、NHK Eテレ、九州朝日 KBC、毎日 RKB、福岡 FBS、テレQ、テレビ西日本 TNC
  - ハーフサイズ：サガテレビ、大分 OBS、テレビ大分 TOS、大分朝日 OAB
  - クォーターサイズ2列：テレビ山口 TYS、山口 KRY、山口朝日 YAB
- ラジオ局
  - ハーフサイズ：ラジオNIKKEI、、NHK第1
  - クォーターサイズ：NHK第2、九州朝日（NHK第1の隣）、RKB毎日、NBC佐賀（テレビ山口の隣）、NHKFM、FM福岡、CROSS FM、FM佐賀（解説の下）
  - 極小サイズ2列：LoveFM、山口放送（紙面構成の関係で大分放送・FM大分・FM山口は未収録）

九中（長崎・熊本・大分）
- テレビ局
  - フルサイズ：NHK総合、NHK Eテレ、熊本 RKK、くまもと県民 KKT、熊本朝日 KAB、テレビ熊本 TKU、大分 OBS、長崎 NBC、テレビ長崎 KTN
  - ハーフサイズ：テレビ大分 TOS、大分朝日 OAB、長崎文化 NCC、テレQ、サガテレビ、長崎国際 NIB
  - 極小サイズ：NHK Eテレ サブ
- ラジオ局
  - ハーフサイズ：ラジオNIKKEI、NHK第1
  - クォーターサイズ：NHK第2、NHKFM、エフエム熊本、FM大分、FM長崎、CROSS FM、LoveFM、熊本放送、大分放送、長崎放送ラジオ

九南（鹿児島・宮崎）
- テレビ局
  - フルサイズ：NHKテレビ、NHK Eテレ、南日本 MBC、鹿児島読売 KYT、鹿児島放送 KKB、鹿児島テレビ KTS、テレビ宮崎 UMK、宮崎 MRT、熊本 RKK、くまもと県民 KKT、熊本朝日 KAB
  - ハーフサイズ：テレビ熊本 TKU、大分 OBS、テレビ大分 TOS
  - 極小サイズ：NHK Eテレ サブ
- ラジオ局
  - ハーフサイズ：ラジオNIKKEI、NHK第1
  - クォーターサイズ：NHK第2、南日本放送、宮崎放送、熊本放送、大分放送、NHKFM、ミューFM、FM宮崎、エフエム熊本、FM大分

沖縄
- テレビ局
  - フルサイズ：NHK総合、NHK Eテレ、琉球 RBC、琉球朝日 QAB、沖縄テレビ OTV
- ラジオ局
  - クォーターサイズ2列：NHK第1（沖縄テレビの隣）、ラジオNIKKEI（FM沖縄の隣）
  - 極小サイズ2列：NHK第2
  - 1/3サイズ：RBCiラジオ、ラジオ沖縄、NHKFM、FM沖縄

西中国B（山口）
- テレビ局
  - フルサイズ：NHK総合(1  島根3)、NHK Eテレ、テレビ山口 TYS、山口 KRY、山口朝日 YAB、山陰 BSS、さんいん中央 TSK、テレQ
  - ハーフサイズ：日本海 NKT、RCCテレビ、広島テレビ、広島ホームテレビ、テレビ新広島、九州朝日 KBC、毎日 RKB、福岡 FBS、テレビ西日本 TNC
- ラジオ局
  - ハーフサイズ：ラジオNIKKEI、NHK第1
  - クォーターサイズ：NHK第2、山口放送、BSSラジオ、九州朝日、RKB毎日、NHKFM、エフエム山口、エフエム山陰、FM福岡、CROSS FM

### 第2テレビ面（BS・CS）
- 東京本社版に配列同じ

## 関連放送局
- TVQ九州放送
ケータイサイトのトップバナーは、通常時は日経の購読申込みサイトへのリンクとなっている。